# Claudius Lieven
 Claudius Lieven (* 21. Juli 1968 in Bruchsal) ist ein ehemaliger Hamburger Politiker der Bündnis 90/Die Grünen Hamburg, vormals GAL. Er war Mitglied der Hamburgischen Bürgerschaft.

## Leben
Claudius Lieven, Sohn des Schauspielers Heinz Lieven, besuchte Schulen in Berlin, Bremen und Hamburg; in Hamburg lebt er seit 1981. Er studierte an der Universität Hamburg Politikwissenschaft, Romanistik und Psychologie und erwarb ein Diplom in Politologie. 
Nach dem Studium arbeitete er zunächst für die Hamburger Stadtentwicklungsgesellschaften STEG und Stattbau, danach ab 2001 als Referent für Stadtentwicklung und Migration bei der GAL Bürgerschaftsfraktion. Seit Mai 2008 arbeitet Lieven in der Behörde für Stadtentwicklung und Wohnen in Hamburg. Dort leitet er die „Hamburger Stadtwerkstatt“, eine Plattform für Bürgerbeteiligung in der Stadtentwicklung. Zudem ist er beschäftigt in leitender Funktion mit der Weiterentwicklung von Methoden zur digitalen Partizipation und der Entwicklung Digitaler Zwillinge für die Stadtentwicklung (CUT-Projekt).
Lieven ist Mitglied im Kuratorium des Vhw – Bundesverband für Wohnen und Stadtentwicklung und Mitglied der Allianz Vielfältige Demokratie der Bertelsmann Stiftung.

## Politik
Vor seiner Zeit in der Partei GAL (Grün-Alternativen Liste) engagierte sich Lieven laut Eigenangaben u. a. in der Hausbesetzer- und Anti-Atomkraft-Bewegung und im Konflikt um die Hafenstraße. Anfang der 1990er Jahre gründete er zusammen mit anderen Bewohnern ein Wohnprojekt im Hamburger Karolinenviertel.
Mitglied der GAL ist Lieven seit 1997. In der Bezirksversammlung Mitte saß Lieven von 1997 bis 2004, von 2001 bis 2004 war er der Vorsitzende der dortigen GAL-Fraktion und von 2011 bis 2013 Vorsitzender des GAL-Kreisverbandes des Bezirks Hamburg-Mitte.
Von 2004 bis 2008 war Lieven Mitglied der Hamburgischen Bürgerschaft. Er war in dieser Zeit Fachsprecher der GAL in den Bereichen Stadtentwicklung, Bauen und Wohnen und Mitglied im Bau- und Verkehrsausschuss, dem Umweltausschuss sowie in der Kommission für Stadtentwicklung und der Kommission für Bodenordnung der Bürgerschaft. Von 2010 bis 2011 wurde Lieven erneut Mitglied der Bürgerschaft und war Mitglied im Sozialausschuss, Familienausschuss und Integrationsbeirat.
Schwerpunkte seiner parlamentarischen Arbeit lagen in der Stadtentwicklung u. a. darin, durch Ökologisches Bauen CO2-Emissionen zu vermeiden, um das Klima zu schützen. Lieven wirkte maßgeblich an der Entwicklung des GAL-Konzepts der „Kreativen Stadt“ Hamburg (siehe Creative Cities Network) mit und veröffentlichte 2006 unter dem Titel „ankoppeln statt abhängen“ ein Konzept für „Die Soziale Stadt“. 
Bei den Wahlen am 24. Februar 2008 verfehlte Lieven über seinen Landeslistenplatz 8 den Wiedereinzug in die Bürgerschaft. Nachdem Nebahat Güçlü im April 2010 ihr Mandat niedergelegt hatte, zog Claudius Lieven als Nachrücker am 28. April erneut in die Bürgerschaft ein und wurde Sprecher für Sozial- und Integrationspolitik. Weniger als ein Jahr später  wurde Lieven für die Bürgerschaftswahl im Februar 2011 von den Grünen nur auf Landeslistenposition 10 gesetzt und verlor sein Bürgerschaftsmandat abermals.